# Сејлемберг (Северна Каролина)
Сејлемберг (енгл. Salemburg) град је у америчкој савезној држави Северна Каролина.

## Демографија
По попису из 2010. године број становника је 435, што је 34 (-7,2%) становника мање него 2000. године.
| Група             | 2000.       | 2010.       |
| Белци             | 405 (86,4%) | 380 (87,4%) |
| Афроамериканци    | 37 (7,9%)   | 31 (7,1%)   |
| Азијати           | 1 (0,2%)    | 1 (0,2%)    |
| Хиспаноамериканци | 16 (3,4%)   | 9 (2,1%)    |
| Укупно            | 469         | 435         |